# Dichostatoides lobatus
Dichostatoides lobatus là một loài bọ cánh cứng trong họ Cerambycidae.